# Koordinatmätmaskin

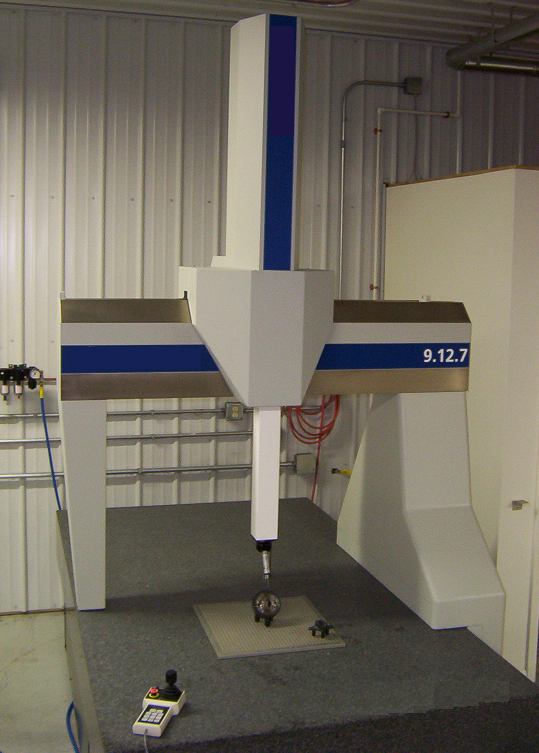
En koordinatmätmaskin av portaltyp. Längst ned i mitten sitter mätspetsen.

Koordinatmätmaskinen är ett mätinstrument som används huvudsakligen för att verifiera form och läge på detaljer tillverkade i metall, plast med mera.

## Uppbyggnad
Maskinens uppbyggnad är vanligast i portal eller pelarform, och den eftersträvar med sina tre axlar att efterlikna ett perfekt kartesiskt koordinatsystem. Mätmaskiner av portaltyp är nästan alltid luftlagrade, en sorts pneumatisk lagring som möjliggör en i princip friktionsfri rörelse av axlarna. Oftast är själva portalen rörlig i förhållande till bordet, mycket noggranna/exklusiva maskiner har stillastående portal och rörligt bord vilket eliminerar en hel del oönskade dynamiska effekter under själva mätningen. Pelarmätmaskiner är vanligare i kullagrad form, och har på grund av sin konstruktion sämre noggrannhet än en portalmätmaskin. Vid konstruktion av en koordinatmätmaskin eftersträvar man att få ett så form- och temperaturstabilt materiel som möjligt i axlarna, varför man ofta kan se diabas, granit och keramik användas.

## Avkänningssystem
Avkänningssystemet på maskinen kan vara av antingen taktil (kontaktmätning) eller optisk typ.

### Taktil avkänning
Taktila avkänningssystem består i sin enklaste form av en elektrisk brytare som bryts då mätspetsen kommer i kontakt med detaljen. I detta ögonblick registreras positionen på de tre axlarna x, y och z. Genom åren har avkänningssystemen förfinats till att nästan vara små mätmaskiner i sig själva, som klarar av kontinuerlig mätning genom att mätspetsen hela tiden är i kontakt med detaljen då maskinen rör sig. Denna typ av mätning kallas för scanning, och ger användaren möjlighet att samla mycket information om detaljen avsevärt snabbare än genom punktmätning. 

## Mätosäkerhet
Mätosäkerheten / noggrannheten hos en koordinatmätmaskin kan under extremt gynnsamma omständigheter vara i närheten av en tusendels millimeter. Maskinstorlekar finns från 400x400x400mm och uppåt. 

## Tillverkare
Kända tillverkare av koordinatmätmaskiner och tillbehör är bland annat Hexagon, Zeiss, Mitutoyo, Wenzel, Leitz, Brown & Sharpe, Renishaw, DEA, Tesa, OGP och IMS/Ferranti.